# Antonio e Michele
Antonio e Michele è un duo comico formato dai due attori Antonio D'Ausilio e Michele Caputo.

## Storia del duo
Ambedue nati a Napoli, Antonio ha sempre vissuto nel quartiere di Ponticelli, mentre Michele Caputo è originario di Portici.
Il loro esordio a livello nazionale (dopo alcuni anni di gavetta a livello locale) è del 1997 con la trasmissione Pippo Chennedy Show: Caputo aveva la parte di Anthony, il valletto tossicomane (personaggio già presentato a TeleGaribaldi con il nome di Marittiello) che aveva il compito di assistere Serena Dandini nella trasmissione; D'Ausilio invece era Silvia, una ragazza della Napoli-bene sempre impegnata con le sue comitive del mattino, del pomeriggio e della sera, e che chiama le sue amiche con vari diminutivi, intercalando i suoi racconti con la frase-tormentone Non esiste proprio!.
Dopo il Pippo Chennedy Show, il duo Antonio e Michele è riapparso nella trasmissione di Rai 2 L'ottavo nano, come testimonial della Telecom, sponsor del programma.
Dal 2002 al 2004 hanno lavorato a Radio Kiss Kiss nel programma Pelo e Contropelo.
Dal 2003 sono presenti nel cast di Zelig Circus (in seguito solo Zelig), programma in cui hanno presentato alcuni loro sketch basati su due personaggi, uno (Caputo) che tenta di spiegare alcune cose all'altro (D'Ausilio), un po' tardo di comprendonio (con la gag del cervello di Caputo che, per la difficoltà di farsi capire da D'Ausilio, si ingrippa...).
Hanno cominciato la loro carriera a livello regionale nella trasmissione napoletana TeleGaribaldi trasmessa su Canale 9.
Michele Caputo ha partecipato ad un episodio della quarta serie della fiction Distretto di Polizia (Paura all'asilo), in cui interpretava un agente della narcotici.
Nel 2012 partecipano come attori al film Bar Sport, tratto dall'omonimo romanzo di Stefano Benni per la regia di Massimo Martelli con Claudio Bisio e Teo Teocoli, con il ruolo dei Fratelli Di Bella.
Michele Caputo nel 2013 è stato in tournée con lo spettacolo teatrale da lui scritto e interpretato "Anche l'occhio vuole la sua parte" con Maurizio Casagrande che è sia attore che regista.
Antonio D'Ausilio ha preso parte, nel 2013, alla fiction sulla vita di Domenico Modugno trasmessa dalla Rai.
Michele Caputo è attualmente il direttore artistico del laboratorio per nuovi comici "komikamente" che si tiene al teatro Diana di Napoli 
Nel 2017 Michele è Salvatore Piscopo nel terzo episodio della serie RAI I bastardi di Pizzofalcone.